# Schistura anambarensis
Schistura anambarensis är en fiskart som först beskrevs av Mirza och Banarescu, 1970.  Schistura anambarensis ingår i släktet Schistura och familjen grönlingsfiskar. Inga underarter finns listade i Catalogue of Life.